# Beji Caid Essebsi
Mohamed Beji Caid Essebsi (Sidi Bou Said, 29. studenoga 1926. – 25. srpnja 2019.), bio je tuniski političar i predsjednik Tunisa od 2014. do svoje smrti 2019. Prije je bio ministar vanjskih poslova od 1981. do 1986. i premijer od veljače 2011. do prosinca 2011.

## Rani život, predsjedništvo i privatni život
Rođen je 1926. godine u Sidi Bou Saidu u elitnoj obitelji porijeklom sa Sardinije (Italija), bio je praunuk Ismaila Caida Essebsija, sardinca kojeg su oteli Berberski korsari u osmanskom Tunisu duž obala otoka na početku devetnaestog stoljeća, koji je potom postao vođa mamluka odgojen s vladajućom obitelji nakon prelaska na islam, a kasnije je priznat kao slobodan čovjek kada je postao važan član vlade. 
Essebsi je položio prisegu kao predsjednik 31. prosinca 2014. u dobi od 88 godina, i bio je prvi slobodno izabrani predsjednik modernog Tunisa. Odigrao je vitalnu ulogu u pomaganju da Tunis, više od bilo koje druge arapske države, sačuva mnoge bitne dobitke pokreta Arapskog proljeća. Tom je prilikom obećao da će "biti predsjednik svih muškaraca i žena iz Tunisa bez isključenja" i naglasio važnost "konsenzusa među svim strankama i društvenim pokretima". U travnju 2019. Essebsi je najavio da neće tražiti drugi mandat na predsjedničkim izborima te godine, rekavši da je vrijeme da se "otvore vrata mladima". 
Essebsi se vjenčao s Chadliom Saïdom Farhat 8. veljače 1958. Par je imao četvero djece: dvije kćeri, Amelu i Salwu, i dva sina Mohameda Hafedha i Khélila. Njegova supruga umrla je 15. rujna 2019. u dobi od 83 godine, gotovo dva mjeseca nakon supruga.

## Smrt
Dana 27. lipnja 2019. Essebsi je hospitaliziran u vojnoj bolnici u Tunisu zbog ozbiljne bolesti. Sljedeći dan njegovo se stanje stabiliziralo. Ponovno je primljen u bolnicu 24. srpnja 2019., a umro je sljedećeg dana, 25. srpnja 2019., pet mjeseci prije kraja mandata.
Njegov državni sprovod održao se 27. srpnja u Kartagi uz prisustvo državnika i visokih državnih dužnosnika iz Tunisa, Francuske, Španjolske, Portugala, Alžira, Malte, Monaka, Njemačke, Švicarske, Palestine, Libije, Katara, Maroka, Turske, Kanade, SAD-a i Jordana.